# محمد عبده (مهندس)
محمد عبده هو مهندس نووي مصري أمريكي، يعمل مديرًا لمركز علوم الاندماج وتقنياته (بالإنجليزية: Fusion Science and Technology Center)‏ ومركز الأبحاث المتقدمة في علوم الطاقة وتقنياتها (بالإنجليزية: Center for Energy Science & Technology Advanced Research)‏. تتركز أبحاثه في الاندماج النووي من حيث النظرية والتصميم والتجرية والتحليل.

## تعليمه
تخرج محمد عبده في كلية الهندسة بجامعة الإسكندرية سنة 1967، ثم حصل على درجة الماجستير من جامعة ويسكونسن سنة 1971، ثم درجة الدكتوراه من الجامعة ذاتها سنة 1973.